# Kendallville
Kendallville é uma cidade localizada no estado americano de Indiana, no Condado de Noble.

## Demografia
Segundo o censo americano de 2000, a sua população era de 9616 habitantes.
Em 2006, foi estimada uma população de 10.199, um aumento de 583 (6.1%).

## Geografia
De acordo com o United States Census Bureau tem uma área de
13,8 km², dos quais 13,2 km² cobertos por terra e 0,6 km² cobertos por água. Kendallville localiza-se a aproximadamente 293 m acima do nível do mar.

## Localidades na vizinhança
O diagrama seguinte representa as localidades num raio de 16 km ao redor de Kendallville.